# Scheloribates concentricus
Scheloribates concentricus är en kvalsterart som beskrevs av Balogh 1962. Scheloribates concentricus ingår i släktet Scheloribates och familjen Scheloribatidae. Inga underarter finns listade i Catalogue of Life.